# 프레지던트 (영화)
프레지던트(My Fellow Americans)는 미국에서 제작된 피터 시걸 감독의 1996년 영화이다. 잭 레먼 등이 주연으로 출연하였고 존 피터스 등이 제작에 참여하였다.

## 출연

### 주연
- 잭 레먼
- 제임스 가너
- 댄 애크로이드
- 존 허드

### 조연
- 윌포드 브림리
- 로렌 바콜
- 셀라 워드
- 에버렛 맥길
- 브래드리 휘트포드

## 제작진
- 공동제작: 마이클 에윙
- 공동제작: 장 히긴스
- 미술: 제임스 D. 비셀
- 의상: 벳시 콕스